# Patukrejomulyo
Patukrejomulyo is een bestuurslaag in het regentschap Kebumen van de provincie Midden-Java, Indonesië. Patukrejomulyo telt 1108 inwoners (volkstelling 2010).